# Albert (książę Wielkiej Brytanii i Irlandii)
Albert, właśc. niem.: Franz August Carl Albert Emmanuel von Sachsen-Coburg und Gotha (ur. 26 sierpnia 1819 w Coburgu, zm. 14 grudnia 1861 w Windsorze, Berkshire, Wielka Brytania) – drugi syn Ernesta I, księcia Saksonii-Coburg-Gotha i jego pierwszej żony – Ludwiki z Saksonii-Gotha-Altenburg. Książę małżonek Wielkiej Brytanii, jako mąż swojej kuzynki, królowej brytyjskiej, Wiktorii. Miał jednego brata Ernesta.

## Małżeństwo i rodzina
Albert poznał Wiktorię (1819–1901) – wówczas jeszcze księżniczkę, w roku 1835. Nie wzbudził on jej zainteresowania ze względu na swój wygląd – był kluskowatym, niezgrabnym, wręcz sennym szesnastolatkiem. Dopiero cztery lata później ponownie pojawił się przed obliczem Wiktorii, tym razem jako opalony mężczyzna o szerokich ramionach. 10 lutego 1840 ożenił się z Wiktorią – wówczas już królową. Małżeństwo, mimo że zaplanowane, było szczęśliwe – Albert kochał Wiktorię, ona zaś nie widziała poza nim świata. Para doczekała się dziewięciorga dzieci:

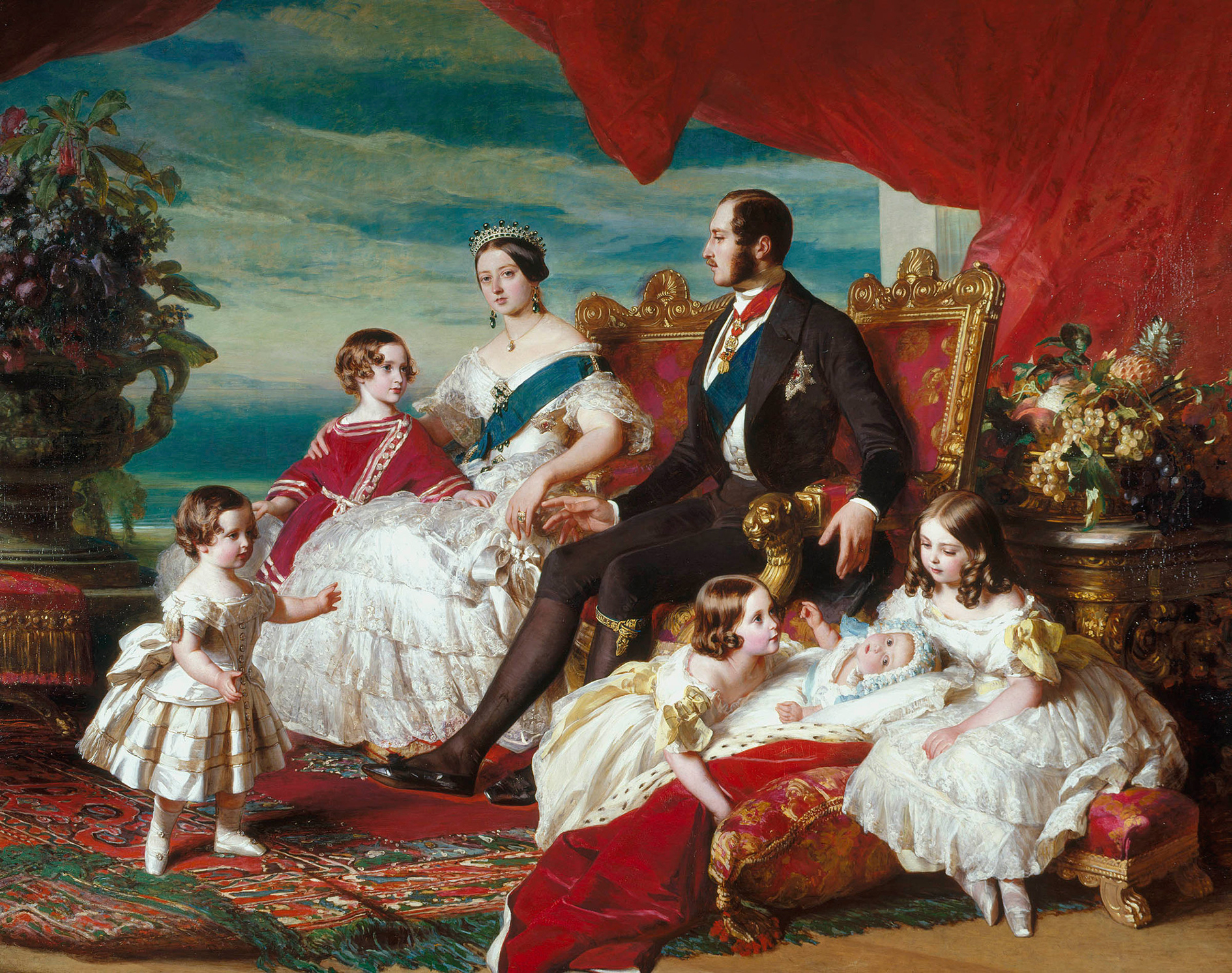
Królowa Wiktoria i książę Albert z rodziną w 1846 roku, obraz namalowany przez Franza Xavera Winterhaltera

- Wiktoria (1840–1901), cesarzowa Niemiec przez 99 dni;
- Edward (1841–1910), król Wielkiej Brytanii w latach 1901–1910;
- Alicja (1843–1878), wielka księżna Hesji, matka cesarzowej Aleksandry Fiodorowny;
- Alfred (1844–1900), książę Edynburga, ojciec Marii – królowej Rumunii, i Wiktorii Melity – wielkiej księżnej Hesji, wielkiej księżnej Rosji;
- Helena (1846–1923);
- Ludwika (1848–1939);
- Artur (1850–1942), książę Connaught i Strathearn;
- Leopold (1853–1883), książę Albany;
- Beatrycze (1857–1944).

Albert był surowym i wymagającym ojcem, dlatego też nieodpowiedni styl życia (liczne romanse i alkoholizm) jego najstarszego syna „Bertiego” przyprawiały go o ostre bóle głowy, a w efekcie – osłabiały jego zdrowie i obniżały odporność.
Królowa Wiktoria i książę Albert mieli czterdzieścioro dwoje wnucząt. Najsłynniejsi to król Wielkiej Brytanii Jerzy V, ostatni niemiecki cesarz i król Prus Wilhelm II Hohenzollern oraz Karol Edward, książę Saksonii-Coburg-Gotha.
Ich potomkowie zasiadali na tronach Grecji, Jugosławii, Rosji, Rumunii i Niemiec, a obecnie panują w Wielkiej Brytanii, Szwecji, Norwegii, Belgii, Danii i Hiszpanii.

## Polityka

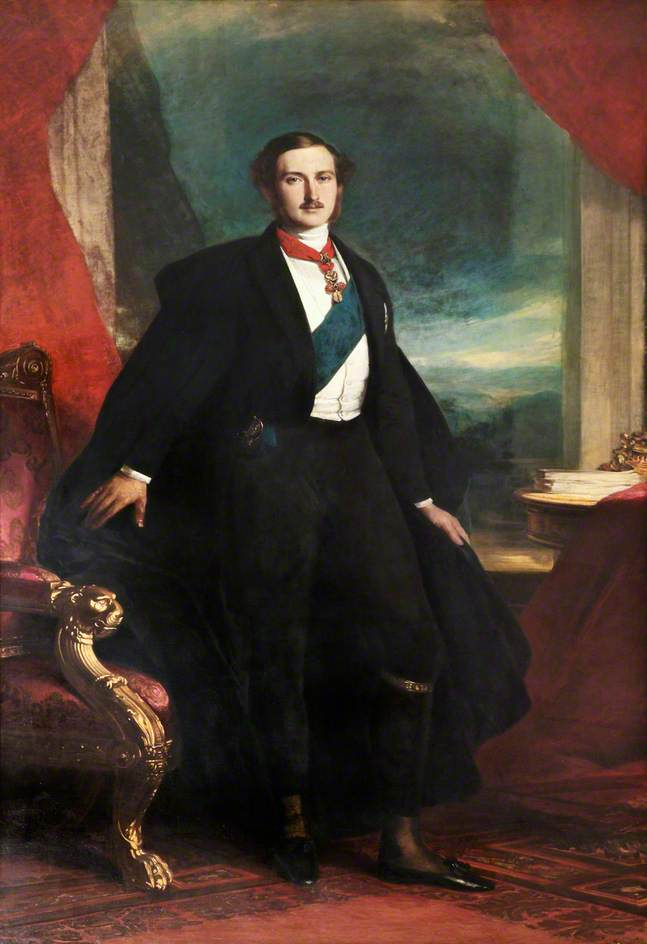
Książę Albert (F.X. Winterhalter, 1846)

Alberta początkowo traktowano z dystansem i nieufnością, ze względu na jego pochodzenie (był Niemcem). Dopiero jego aktywne zaangażowanie w politykę podczas nieobecności królowej przysporzyło mu popularności. Wytrwale zajmował się trudnymi sprawami państwowymi. Był przeciwny agresywnej polityce zagranicznej Wielkiej Brytanii, dlatego też starał się załagodzić stosunki, szczególnie z Niemcami (na własnej skórze odczuł niechęć Brytyjczyków). Już kilka lat później nikt nie wyobrażał sobie panowania Wiktorii bez Alberta. Najznamienitsi politycy i profesorowie zasięgali u niego rady.

## Choroba i śmierć
Ostatnie lata życia Alberta to ciąg wiecznych zmartwień i trosk – książę miał delikatne zdrowie. W listopadzie 1861 zachorował (jak początkowo uznali lekarze) na grypę, ale okazało się, że był to atak duru brzusznego. Pojawiły się komplikacje i Albert zmarł 14 grudnia. Jego żona Wiktoria pozostała w żałobie po mężu przez 40 lat, aż do śmierci. Rządziła Wielką Brytanią tak, jak chciał tego jej zmarły mąż.

## Tytuły i odznaczenia

### Tytuły
- 26 sierpnia 1819 – 12 listopada 1826: Jego Książęca Wysokość Albert z Saksonii-Coburg-Saalfeld, książę Saksonii
- 12 listopada 1826 – 6 lutego 1840: Jego Książęca Wysokość Albert z Saksonii-Coburg-Gotha, książę Saksonii
- 6 lutego 1840 – 25 czerwca 1857: Jego Królewska Wysokość Albert z Saksonii-Coburg-Gotha, książę Saksonii
- 25 czerwca 1857 – 14 grudnia 1861: Jego Królewska Wysokość Książę Małżonek

### Odznaczenia
- KG: Order Podwiązki[2]
- KT: Order Ostu[2]
- KP: Order św. Patryka[2]
- GCB: Order Łaźni[2]

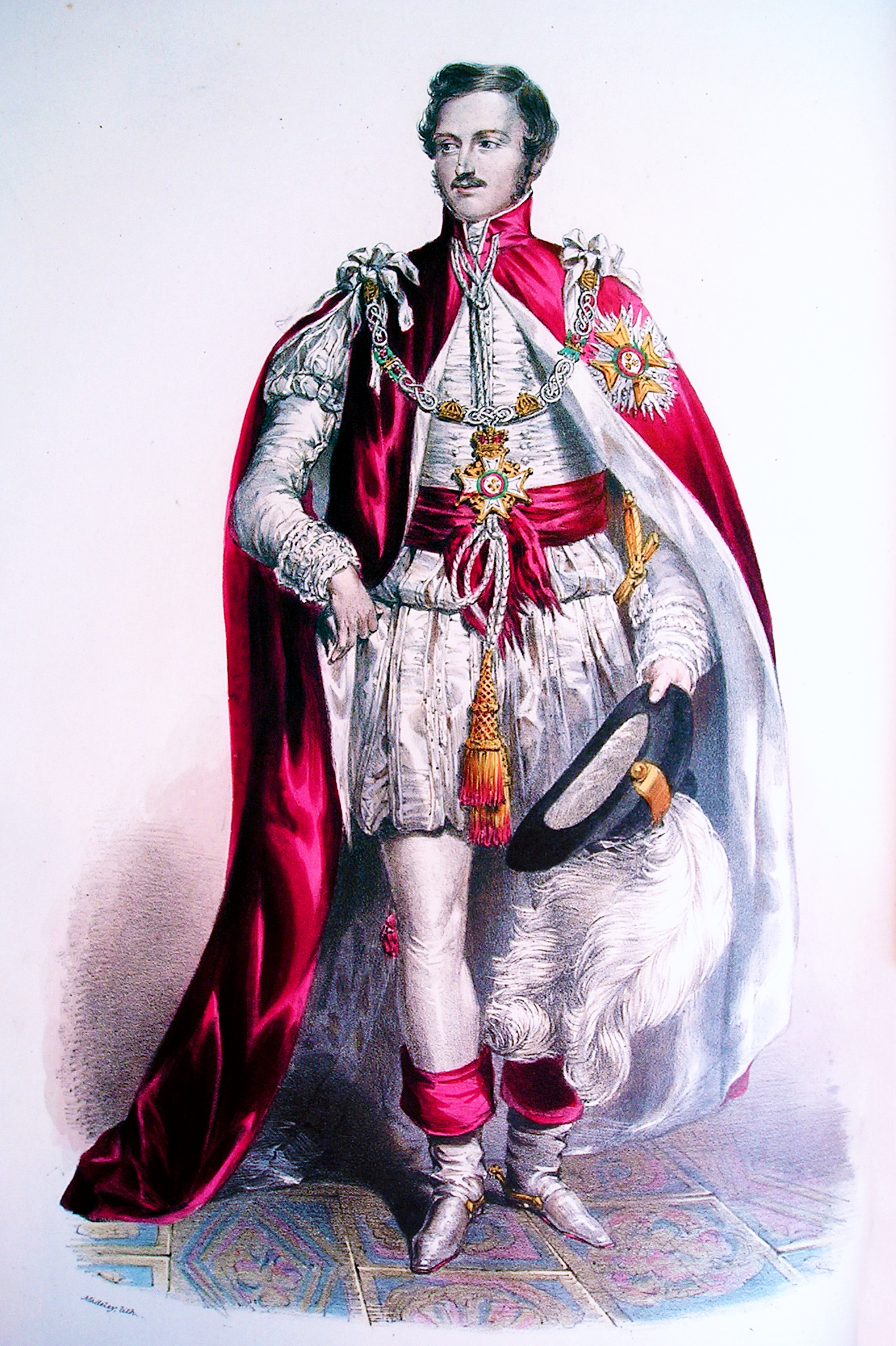

- CSI: Order Gwiazdy Indii (1861)[2]
- GCMG: Order św. Michała i św. Jerzego[2]
- Order Gwelfów (Hanower)[3]
- Order Leopolda (1839, Belgia)[4]
- Order Annuncjaty (1842, Sardynia)[5][6]
- Order Złotego Runa (Hiszpania, 1841)[2]
- Order Słonia (1843, Dania)[7]
- Order św. Stefana (1843, Austro-Węgry)[8]
- Order Serafinów (1852, Szwecja)[2]
- BDO: Wstęga Dwóch Orderów (1857, Portugalia)[9]
  - Order św. Jakuba od Miecza[9]
  - Order św. Benedykta z Avis[9]
- BTO: Wstęga Trzech Orderów (1858, Portugalia)[9]
  - Order św. Jakuba od Miecza[9]
  - Order św. Benedykta z Avis[9]
  - Order Chrystusa[9]